# Vaccinium formosum
Vaccinium formosum är en ljungväxtart som beskrevs av Gábor Gabriel Andreánszky. Vaccinium formosum ingår i Blåbärssläktet, och familjen ljungväxter. Inga underarter finns listade i Catalogue of Life.